# Ekaterina Volkova
Ekaterina Gennad'evna Volkova (in russo Екатерина Геннадьевна Волкова?; Kursk, 16 febbraio 1978) è una siepista russa, campionessa mondiale a Osaka 2007.

## Palmarès
| Anno | Manifestazione        | Sede     | Evento           | Risultato | Prestazione | Note                                                  |
| ---- | --------------------- | -------- | ---------------- | --------- | ----------- | ----------------------------------------------------- |
| 2005 | Mondiali              | Helsinki | 3000 m siepi     | Argento   | 9'20"49     | Miglior prestazione personale                         |
| 2006 | Mondiali di campestre | Fukuoka  | Corsa breve (sr) | 61ª       | 14'07       |                                                       |
| 2007 | Mondiali              | Osaka    | 3000 m siepi     | Oro       | 9'06"57     | Record dei campionati · Miglior prestazione personale |
| 2008 | Giochi olimpici       | Pechino  | 3000 m siepi     | dq        | dq          |                                                       |
| 2009 | Mondiali              | Berlino  | 3000 m siepi     | Batteria  | 9'43"52     |                                                       |

## Altre competizioni internazionali
2002
- Coppa Europa di atletica leggera ( Annecy)

2007
- 4ª alle IAAF World Athletics Final ( Stoccarda), 3.000 siepi - 9'40"21

2008
- 4ª alle IAAF World Athletics Final ( Stoccarda), 3.000 siepi - 9'29"49